# (7393) Luginbuhl
(7393) Luginbuhl est un astéroïde de la ceinture principale.

## Description
(7393) Luginbuhl est un astéroïde de la ceinture principale. Il fut découvert le 28 septembre 1984 à la station Anderson Mesa par Brian A. Skiff. Il présente une orbite caractérisée par un demi-grand axe de 2,24 UA, une excentricité de 0,20 et une inclinaison de 6,7° par rapport à l'écliptique.

## Compléments